# The Thing About Harry
The Thing About Harry é um telefilme de comédia romântica americano de 2020. Escrito por Peter Paige e Josh Senter e dirigido por Paige, o filme segue Sam (Jake Borelli), um jovem gay que se reencontra com seu ex-valentão do ensino médio Harry (Niko Terho) na idade adulta, apenas para os dois homens se tornam amigos e se apaixonam depois que Harry revela que agora se identifica como pansexual. O filme também apresenta Britt Baron e Karamo Brown, bem como o próprio Paige, em papéis coadjuvantes.
O filme estreou em 15 de fevereiro de 2020, no Freeform e Hulu.

## Elenco
- Jake Borelli como Sam Baselli
- Niko Terho como Harry Turpin
- Britt Baron como Anastasia "Stasia" Hooper
- Japhet Balaban como Zach
- Karamo Brown como Paul
- Peter Paige como Casey

## Produção
O filme foi vendido pela primeira vez pelos produtores executivos Greg Gugliotta e FJ Denny para a Freeform. O roteiro foi finalizado em julho de 2019 e a produção começou em novembro do mesmo ano. Paige afirmou que um de seus objetivos ao escrever o filme era fazê-lo refletir o fato de que os jovens LGBT conceituam e rotulam suas identidades sexuais de maneiras mais diversas do que as gerações anteriores; por exemplo, Harry é pansexual, em vez de gay ou bissexual, porque "as chances de dois jovens gays com menos de 25 anos se identificarem como gays parecem mínimas para mim nesta geração".
Paige não planejava originalmente aparecer no filme como Casey, mas decidiu desempenhar o papel depois de se convencer de que, como 2020 marca 20 anos desde a estreia de Queer as Folk, haveria um valor simbólico em ter o filme contendo uma pequena homenagem a sua própria atuação como Emmett Honeycutt nessa série.
O filme foi rodado em Chicago.

## Recepção
O filme recebeu críticas positivas por sua execução clássica do gênero rom-com com interesses românticos gays, trazendo a tão necessária normalização dos relacionamentos queer, sem roubar sua singularidade. Jasmine Blu da TV Fanatic elogiou que o filme "seguiu a fórmula clássica da comédia romântica, embora ainda fosse atencioso e consciente o suficiente para não trocar um casal hétero por um queer e deixar o filme inteiro desprovido da perspectiva LGBTQ e cultura." Alex Reif elogiou o filme pela química exibida pelos personagens principais e pelos personagens terciários relacionáveis. Amari Allah conclui que o filme apresenta uma representação positiva da pansexualidade, evitando o tema do trauma comum em filmes LGBT, mas notou sua falta de diversidade no elenco.

### Elogios
The Thing About Harry foi indicado ao GLAAD Media Award de 2021 como Melhor Filme para TV, mas perdeu para Uncle Frank.